# 菊池武吉
菊池 武吉（きくち たけよし、生年不詳 - 延元元年/建武3年5月25日（1336年7月4日））は、鎌倉時代末期から南北朝時代にかけての武将。菊池氏第12代当主・菊池武時の七男。第13代当主・菊池武重の弟。通称は菊池七郎。

## 生涯
1336年5月、兄の武重と共に新田義貞の軍勢に加わり、東上してきた足利尊氏の軍勢を兵庫にて迎撃するも敗北（湊川の戦い）。そして楠木正成・正季兄弟も同じく敗れて自殺しようとしているのを見て、逃れようと思えば逃れることができたにもかかわらず、楠木兄弟と共に自害して果てたとされる。
大正13年（1924年）2月11日、従三位を贈られた。